# مسجد الدفتردار (كوس)
مسجد الدفتردار إبراهيم باشا (باليونانية: Ντεφτερντάρ Ιμπραήμ Πασά Τζαμί)‏، (بالتركية: Defterdar İbrahim Paşa Camii)‏: هو مسجد يعود تاريخه إلى العصر العثماني ويقع في جزيرة كوس في اليونان. تم بناؤه في القرن الثامن عشر، يخدم المجتمع التركي المسلم في كوس، باعتباره واحدًا من مسجدين من أصل خمسة مساجد عثمانية لا تزال تعمل ومفتوحة للصلاة في كوس، والآخر هو مسجد حسن باشا جزايرلي.

## التاريخ
حصل المسجد على اسمه من إبراهيم أفندي، وزير المالية العثماني (الدفتر دار defterdar)، الذي أمر ببنائه في نهاية القرن الثامن عشر. قيل أنه كان في السابق كنيسة أرثوذكسية مخصصة للقديسة باراسكيفي.
تضرر المسجد بشدة نتيجة الزلازل الكبيرة التي ضربت جزيرة كوس في عامي 1926 و1933. أجرى الإيطاليون الذين سيطروا على كوس في ذلك الوقت عمليات ترميم واسعة النطاق، شملت إزالة الجزء العلوي من المئذنة وترميمه. باستثناء أعمال الترميم الإيطالية، لم يتم صيانته بشكل منهجي حتى الآن.
تعرض المسجد لأضرار بالغة بسبب زلزال بحر إيجة 2017، الذي أدى إلى انهيار المئذنة.